# 10964 Degraaff
A 10964 Degraaff (ideiglenes jelöléssel 3216 T-1) a Naprendszer kisbolygóövében található aszteroida. Cornelis Johannes van Houten,  Ingrid van Houten-Groeneveld és Tom Gehrels fedezte fel 1971. március 26-án.